# Midway (filme)
Midway é um filme de guerra norte-americano em Technicolor de 1976, dirigido por Jack Smight e produzido por Walter Mirisch a partir de um roteiro escrito por Donald S. Sanford. O filme apresenta um elenco internacional de estrelas, incluindo Charlton Heston, Henry Fonda, James Coburn, Glenn Ford, Hal Holbrook, Toshiro Mifune, Robert Mitchum, Cliff Robertson, Robert Wagner, James Shigeta, Pat Morita, Robert Ito e Christina Kokubo, entre outros.
A produção fala sobre a Batalha de Midway, que marcou a virada na II Guerra Mundial a favor dos Aliados no Oceano Pacífico, em junho de 1942. O filme mostra de maneira acurada como audácia, inteligência e sorte ganharam para os Estados Unidos a mais crucial batalha naval de sua história. Um sub-enredo dentro do filme conta um romance entre um piloto naval e sua namorada nipo-americana, cujos parentes foram confinados em campos de internação após o ataque japonês a Pearl Harbor.
A trilha sonora de John Williams e da cinematografia de Harry Stradling Jr. foram ambos altamente considerados. A trilha sonora utilizava Sensurround para aumentar a sensação física de ruído do motor, explosões, acidentes e tiros.
O filme traz muitas cenas da batalha real, embora tenha sido criticado por ter incluído algumas de outras batalhas.

## Sinopse
O filme, em formato de superprodução, conta a história de duas batalhas da Guerra do Pacífico, Mar de Coral e a Batalha de Midway, que marcaram o ponto de virada na guerra. A Marinha Imperial do Japão até então era invencível e superava em número de belonaves a Marinha Aliada na proporção de quatro para uma.
O comandante-em-chefe da frota japonesa no Pacífico e planejador do ataque, Almirante Isoroku Yamamoto, cria um complexo plano para emboscar e destruir a remanescente força tarefa naval estadunidense após a Batalha do Mar de Coral, em abril de 1942. O que os japoneses desconheciam era que os Aliados haviam quebrado seus códigos de comunicação e descobriram que seriam atacados no atol de Midway, a meio caminho entre o Japão e as ilhas Havaí.
O almirante Chester Nimitz envia então todos os seus porta-aviões remanescentes para a área, comandados pelos Almirantes Frank Fletcher e Ray Spruance, de maneira a surpreender os japoneses antes que estes lançassem seu ataque.

## Elenco principal
| Actor           | Papel                                 |
| --------------- | ------------------------------------- |
| Charlton Heston | Capt. Matthew Garth                   |
| Henry Fonda     | Almirante Chester W. Nimitz           |
| James Coburn    | Capt. Vinton Maddox                   |
| Edward Albert   | Piloto Thomas Garth                   |
| Hal Holbrook    | Comandante Joseph Rochefort           |
| Glenn Ford      | Almirante Raymond A. Spruance         |
| Toshiro Mifune  | Almirante Isoroku Yamamoto            |
| Robert Webber   | Almirante Frank J. "Jack" Fletcher    |
| Robert Mitchum  | Vice Almirante William F. Halsey, Jr. |
| Robert Wagner   | Tenente Comandante Ernest L. Blake    |
| Dabney Coleman  | Capt. Murray Arnold                   |
| Erik Estrada    | Piloto Ramos "Chili Bean"             |
| Steve Kanaly    | Comandante Lance Edward Massey        |
| Pat Morita      | Almirante Ryunosuke Kusaka            |
| Cliff Robertson | Comandante Carl Jessop                |
| Tom Selleck     | Ajudante do Capt. Cyril Simard        |

## Antecedentes e produção
O filme foi rodado no Terminal Island Naval Base, Los Angeles, Califórnia, a Estação Naval dos EUA, Long Beach, Califórnia e Pensacola, Flórida.  As cenas a bordo foram filmadas no Golfo do México, a bordo do USS Lexington (CV-16). O Lexington, um porta-aviõesClasse Essex, foi o último porta-aviões da era da Segunda Guerra Mundial deixado em serviço naquele momento, embora o navio foi concluído após a batalha. Ela agora é um navio museu em Corpus Christi, Texas.
Cenas que descrevem a Ilha de Midway foram filmados em Point Mugu, na Califórnia. "Point Mugu tem dunas de areia, assim como Midway. Nós construímos uma pista de pouso, uma torre, algumas barricadas, coisas assim", disse Jack Smight. "Nós fizemos um monte de metralhamento e bombardeamento lá".
Um PBY-6A Catalina BuNo 63998, N16KL, da Commemorative Air Force, foi usado para descrever todas as cenas de busca e missões de resgate.
Foi o segundo dos quatro filmes lançados com uma mistura de som Sensurround que exigia alto-falantes especiais para ser instalado em salas de cinema. Os outros filmes a usar Sensurround foram ''Earthquake'' (1974), ''Rollercoaster'' (1977), e Battlestar Galactica (1978). A trilha sonora regular (de diálogo, de fundo e música) era mono; uma segunda faixa óptica foi dedicada à baixa freqüência estrondo adicionado a cenas de batalha e personagens quando estavam perto de motores militares não abafados.
Muitas das sequências de ação utilizaram imagens de filmes anteriores: a maioria das seqüências dos ataques aéreos japoneses em Midway são imagens gravadas de Tora! Tora! Tora! (1970) da 20th Century Fox. Algumas cenas são do filme japonês Hawai Middouei daikaikusen: Taiheiyo no arashi (1960) da produtora japonesa Toho (que também é estrelado por Mifune). Várias cenas de ação, incluindo aquele em que um A6M Zero bate em um USS Yorktown (CV-5), foram tiradas de Away All Boats (1956);  cenas do Ataque Doolittle em Tóquio são de Thirty Seconds Over Tokyo (1944). Além disso, a maioria das seqüências de duelo vêm de imagens antigas de tempos de guerra ou do filme Battle of Britain (1969).
Curiosamente, membro do elenco Henry Fonda (Almirante Nimitz) tinha sido um dos narradores do documentário de John Ford A Batalha de Midway de 1942, algumas imagens do que foi usado no filme de 1976. A única atriz com uma parte falando no filme original era Christina Kobuko como Horuko. Na versão para a TV do filme Susan Sullivan parece fazer a namorada de Matt Garth. Versões vídeo mais tarde para Sullivan para enfatizar o elenco de tempo de guerra, essencialmente masculino.
Como muitos filmes de porta-aviões feitos nesta época, o USS Lexington serviu como convés de pouso e decolagem tanto representando porta-aviões americanos como japoneses para as cenas a bordo.

## Recepção
Robert Niemi, autor de History in the Media: Film and Television, afirmou que "o diálogo clichê" de Midway e um uso excessivo de banco de vídeos levou o filme a ter uma "qualidade desgastada que marcou o fim da era heróica de épicos da Segunda Guerra Mundial de fabricação americana". Ele descreveu o filme como uma "tentativa final, anacrônica para recapturar glórias da Segunda Guerra Mundial em uma era geopolítica radicalmente alteradas, quando as antigas dicotomias bons contra os maus não fazia mais sentido".
Entretanto, do ponto de vista cinematográfico, o filme deixou muito a desejar, não chegando aos pés, por exemplo, de The Longest Day, filme que retrata os preparativos e as ações, propriamente ditas, relativos ao desembarque das forças aliadas nas praias da Normandia, em junho de 1944, marcando o início da derrocada alemã na 2ª Guerra Mundial. Os realizadores também poderiam, por exemplo, terem mostrado os últimos momentos do [USS Yorktown]] e de sua tripulação, antes do mesmo afundar.
Na parte do elenco, grandes nomes como o de Robert Mitchum tem fraca participação, ele aparece duas vezes na cama de um hospital com um tempo total de participação em torno de 2 minutos. Da primeira vez, ele confirma o nome do Contra-Alm. Raymond Spruance para substituí-lo na Operação Midway; em sua segunda participação, Spruance vai até ele para agradecer a indicação de seu nome. Um outro exemplo é o de James Coburn, no papel do Capt. Maddox, que vem alertar Nimitz  sobre a preocupação do governo quanto ao Ponto AF, com uma participação igualmente da ordem de 2 minutos.

## Versão da TV
Pouco depois de sua estreia de sucesso no cinema, material adicional foi montado e filmado em proporção padrão 4:3 de uma versão para a TV do filme, que foi ao ar na [NBC]]. A personagem principal foi adicionada: Susan Sullivan fez Ann, a namorada do Capitão Garth, acrescentando profundidade a sua razão de anteriormente se divorciar da mãe de Ensign Garth, e trazendo ainda mais impacto emocional para o destino do Capitão Garth. A versão para a TV também tem cenas da Batalha do Mar de Coral para ajudar a construir o enredo até o engajamento decisivo em Midway. A versão para a TV foi de 33 minutos a mais do que o filme no cinema e foi ao ar durante duas noites. Jack Smight dirigiu as cenas adicionais.
Em junho de 1992, uma re-edição da versão estendida, encurtado para preencher um intervalo de tempo de três horas, foi ao ar na rede CBS para comemorar o 50º aniversário da batalha de Midway. Esta versão trouxe classificações de sucesso.
Parte deste cenas adicionais está disponível como bônus DVD de Midway da Universal Pictures Home Entertainment.
Em Portugal, o filme foi emitido na televisão através da RTP. Mas a RTP, ao contrário do que aconteceu nos EUA, optou por exibir a versão de cinema, deixando para trás as cenas bónus de televisão feitas pela CBS. O filme não foi muito bem recebido pelos telespectadores, nem pelos críticos, que acharam o filme desactualizado, mas o sucesso do filme fez com que o filme tivesse direito a reexibição na RTP Memória.